# Велика Нива (Ленінградська область)
Велика Нива (рос. Великая Нива) — присілок у Тихвінському районі Ленінградської області Російської Федерації.
Населення становить 2 особи. Належить до муніципального утворення Мелегежське сільське поселення.

## Історія
Населений пункт розташований на історичній Новгородській землі, знищеній Московським царством у 15 столітті.
Згідно із законом від 1 вересня 2004 року № 52-оз належить до муніципального утворення Мелегежське сільське поселення.

## Населення
| 1879 | 1910 | 1928 | 1958 | 1997 | 2002 | 2007 |
| ---- | ---- | ---- | ---- | ---- | ---- | ---- |
| 150  | ↗223 | ↘204 | ↘63  | ↘4   | ↘1   | ↗2   |
| 2010 |      |      |      |      |      |      |
| →2   |      |      |      |      |      |      |